# Фара ин Сабина
Фара ин Сабина (итал. Fara in Sabina) је насеље у Италији у округу Ријети, региону Лацио.
Према процени из 2011. у насељу је живело 284 становника. Насеље се налази на надморској висини од 469 м.

## Становништво
Према резултатима пописа становништва 2011. у општини је живело 12.326 становника.
| 1936. | 1951. | 1961. | 1971. | 1981. | 1991. | 2001.  | 2011.  |
| ----- | ----- | ----- | ----- | ----- | ----- | ------ | ------ |
| 5.425 | 6.203 | 6.838 | 7.046 | 8.002 | 9.319 | 10.810 | 12.326 |

## Партнерски градови
- Santa Vittoria in Matenano
- Villemur-sur-Tarn